# Club Deportivo Universidad de Oviedo
El Club Deportivo Universidad de Oviedo es un club de fútbol masculino federado de la ciudad de Oviedo (Principado de Asturias, España), vinculado a la Universidad de Oviedo. Fue fundado el 9 de octubre de 1961. Compite en la Primera Asturfútbol de Asturias.

## Historia
La idea de crear un club federado, donde pudiesen jugar otros futbolistas que no estuviesen matriculados en la universidad, nació en 1960, cuando el equipo de fútbol de estudiantes de la Universidad de Oviedo ganó el Campeonato de España Universitario de Fútbol celebrado en Barcelona, y varios futbolistas, junto con el jefe del servicio de Educación Física de la Universidad, Manolo García, acordaron plantear la idea al rector José Virgili Vinadé, quien dio su conformidad. Así se creó el club con el nombre de Club Deportivo Universitario. Más tarde, pasó a llamarse Club Atlético Universitario (CAU) y, en 1987, Asociación Deportiva Universidad de Oviedo, hasta que en 2014 cambia su denominación a la de Club Deportivo Universidad de Oviedo.
El primer partido oficial lo disputó el 29 de octubre de 1961 en el campo de La Molinera, con victoria ante la Asociación Deportiva Guillén Lafuerza por 3-1. Jugaron Tato Nespral, Toni «el Negro», Sagrado, Selín, Zarrita, Antonio Bascarán, Darío, Pincho, Novillo, Manolo Alvaré, Sevilla y Juan de Lillo en la portería.
Su primer gran éxito deportivo fue el ascenso a la Tercera División en la temporada 1974-75; ese año quedó en el puesto 18.º, lo que le supuso perder la categoría, que no recuperó hasta la temporada 1990/91. Tras tres campañas finalizando en la zona baja de la clasificación, descendió a Regional Preferente, categoría en la que sólo permaneció un año, pues consiguió de nuevo el ascenso a Tercera. La vuelta a la Tercera, en la 1994-95, abrió la mejor etapa en la historia del club. Finalizó las siguientes temporadas en la zona alta de la clasificación, consiguiendo en dos ocasiones participar en la fase de ascenso a Segunda División B: en la 1997-98 logró el subcampeonato, y en la 1999-2000, la cuarta plaza. En la primera ocasión finalizó último en la liguilla de ascenso (consiguiendo únicamente cuatro puntos), mientras que en la segunda acabó primero tras conseguir quince puntos sobre dieciocho posibles; esto supuso el ascenso, por primera vez en su historia, a categoría de fútbol profesional. La aventura por Segunda B duró dos años: en el primero finalizó 13.º y en el siguiente quedó último, lo que lo relegó de nuevo a Tercera.
En su vuelta a Tercera sigue en la misma tónica que en su anterior paso por la categoría, finalizando en las posiciones altas de la clasificación. En la temporada 2005-06 consiguió quedar por primera vez campeón del grupo, lo que lo clasificó para la liga de ascenso. En la primera eliminatoria se enfrentó al C. D. Huracán Z, al que consiguió eliminar tras ganar en la ida y en la vuelta por 1-0. En la eliminatoria definitiva se enfrentó a la A. D. Parla. La ida, celebrada en Parla, finalizó con victoria del equipo local por 2-1. En la vuelta, en un Estadio Universitario San Gregorio abarrotado, la A. D. Universidad de Oviedo consiguió remontar la eliminatoria al ganar por 4-2. Su vuelta a Segunda B no fue buena y perdió de nuevo la categoría al finalizar 18.º.
En la temporada 2007-08 realizó una buena primera mitad de liga y, en un final apretado, consiguió acabar en la tercera plaza. En la fase de ascenso quedó eliminado en primera ronda por el C. D. Atlético Baleares. Volvió a disputar la fase de ascenso al año siguiente, tras finalizar la temporada regular en segunda posición. En primera ronda se enfrentó al Club Portugalete, al que superó tras empatar a dos goles en tierras encartadas y ganar por 4-1 en Oviedo. En la segunda ronda se vio las caras con el C. D. Ourense, perdiendo 2-1 en Galicia y sólo pudiendo empatar (1-1) en la vuelta . 

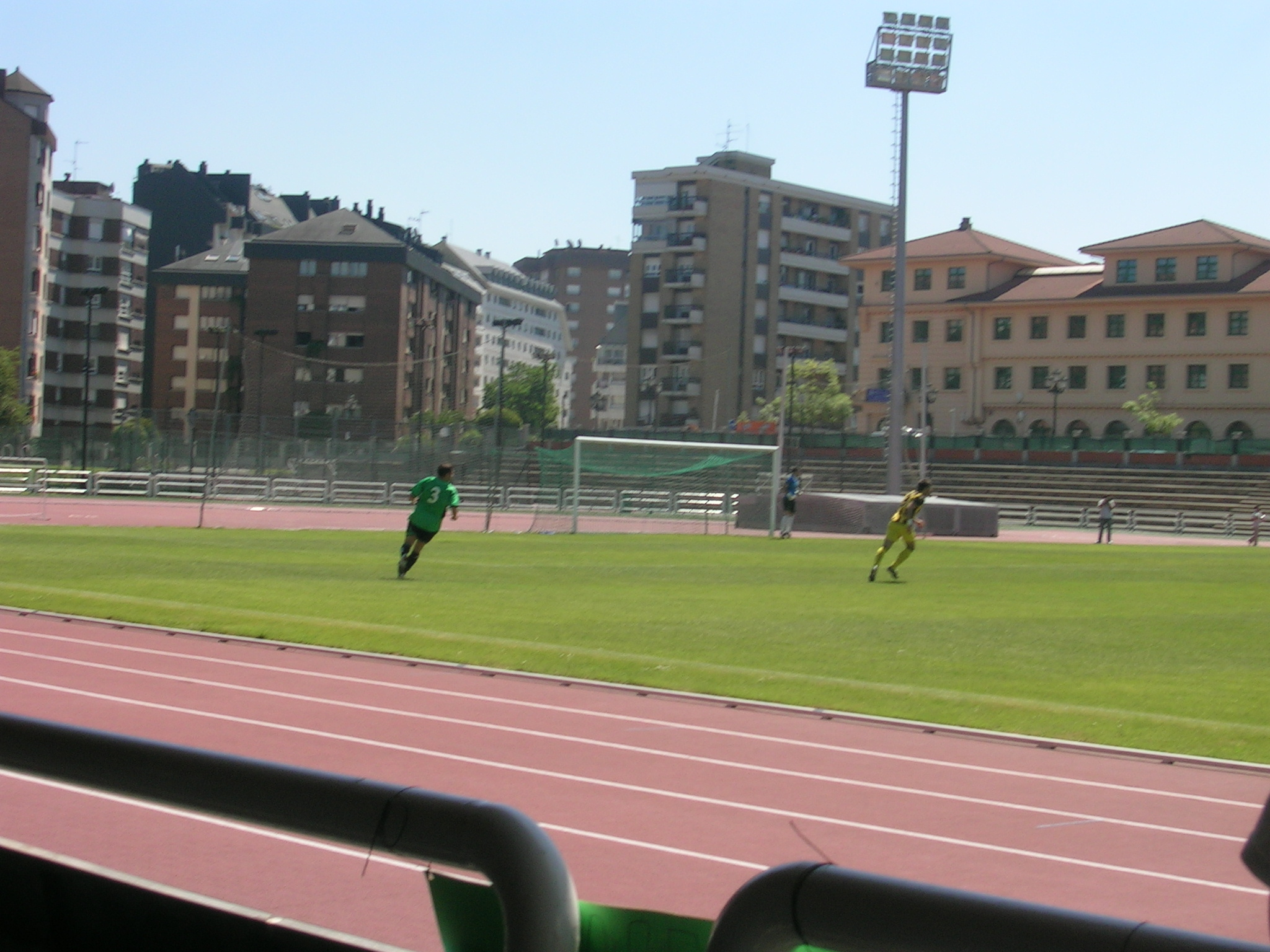
Partido de la primera ronda de ascenso a Segunda B en 2009 entre la Asociación Deportiva Universidad de Oviedo y el Club Portugalete.

En las siguientes temporadas fueron eliminados en la primera ronda por el C. D. Azuqueca y el C. F. Reus Deportiu. En la campaña 2012–13 el equipo entrenado por Manuel Adolfo Álvarez Pulgar estuvo a punto de retornar a la Segunda División "B", pero cayó en la tercera ronda de la promoción de ascenso al empatar 1-1 con la Cultural Leonesa en el Estadio Reino de León y perder 1-2 en la prórroga del encuentro disputado en Oviedo. Previamente, eliminó al Atlético Malagueño al empatar 2-2 en Málaga y 1-1 en el Estadio Universitario de San Gregorio, y al Atlético Granadilla pese a perder 1-0 en Tenerife. En el partido de vuelta el Uni venció por 4 a 1.

## Estadio
El equipo disputa sus partidos como local en el Estadio Universitario San Gregorio, situado en el campus de Los Catalanes. Cuenta con una capacidad estimada en unos 3500 espectadores y es propiedad de la Universidad de Oviedo. Es un estadio de atletismo con pista de seis calles; dos gradas, palco y un pequeño espacio habilitado para los medios de comunicación. 

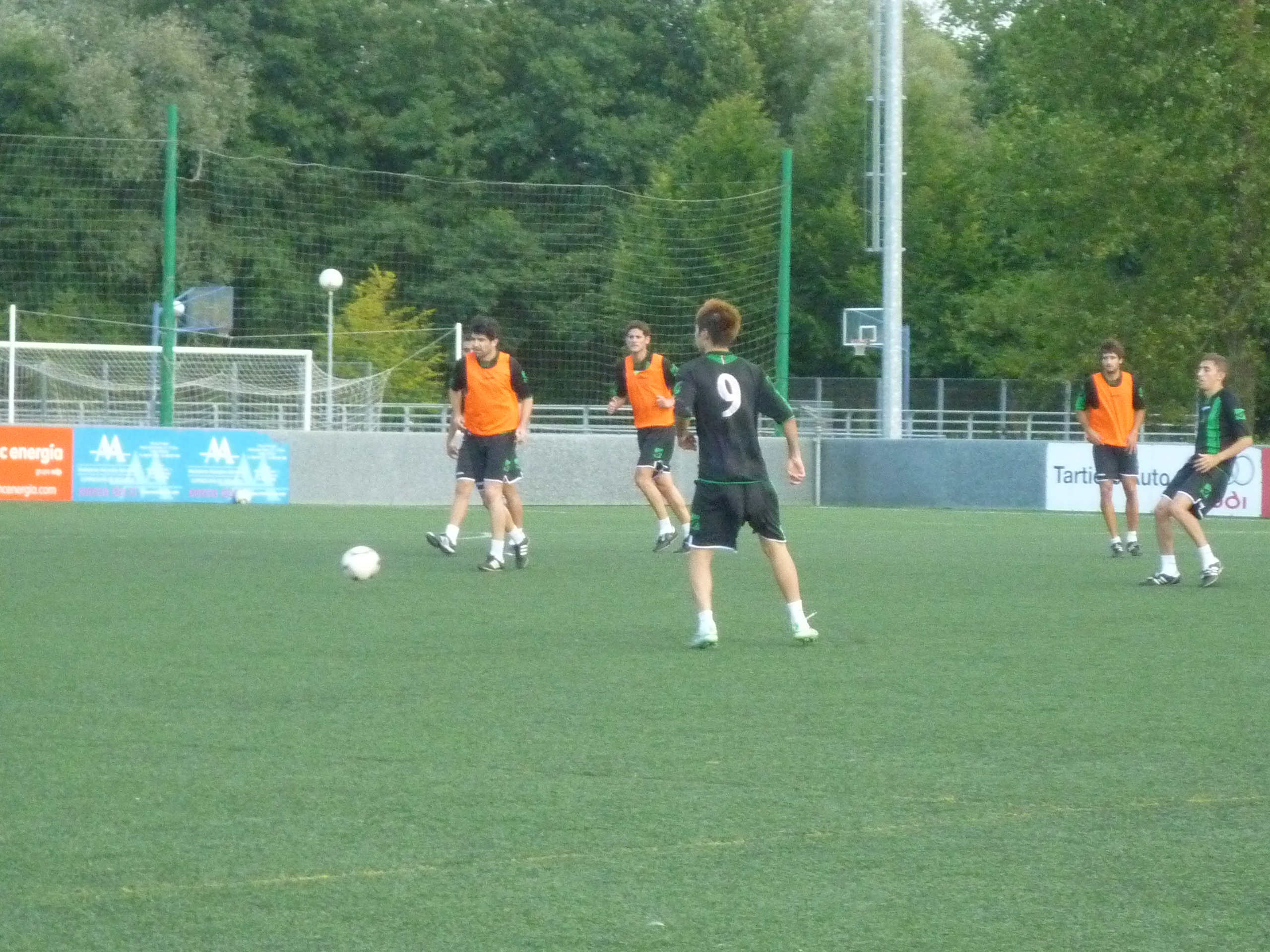
Entrenamiento en el Club de Campo de La Fresneda

## Uniforme
- Uniforme titular: camiseta verde, pantalón y medias negras.
- Uniforme alternativo: camiseta blanca con tres franjas horizontales azules; pantalón y medias blancas.

## Marcas deportivas (Últimas temporadas)
- 2009-10: Joluvi
- 2010-13: Legea
- 2013-14: Primera vuelta con Legea y segunda con Joluvi
- 2014-19: Joluvi
- 2019-23: Joma

## Datos del club

### Trayectoria en competiciones nacionales
- Temporadas en Primera División: 0
- Temporadas en Segunda División: 0
- Temporadas en Primera Federación: 0
- Temporadas en Segunda División B: 3
- Temporadas en Segunda Federación: 0
- Temporadas en Tercera: 23
- Participaciones en Copa del Rey: 2

### Récords (2.ª División B)
- Mejor puesto en la liga: 13.º (Segunda División B, temporada 2000/01)
  - Mejor puesto: 13.º (2000/01)
  - Peor puesto: 20.º (2001/02)
- Mayor goleada conseguida como local: 3-0 VS San Sebastián de los Reyes (2000/01) y Celta B (2001/02)
- Mayor goleada conseguida a domicilio: 2-5 VS UD Vecindario (2000/01)
- Mayor goleada encajada como local: 0-4 VS SD Gernika, Zamora CF (2001/02) y Burgos CF (2006/07)
- Mayor goleada encajada a domicilio: 5-0 VS CD Logroñés (2006/07)
- Máximo goleador: José Luis Peláez (12 goles 2000/01)

## Trayectoria
| Temporada | Nivel | Categoría                    | Puesto | Copa del Rey |
| --------- | ----- | ---------------------------- | ------ | ------------ |
| 1962-1970 |       | No compite                   |        |              |
| 1970-71   | 5     | 2.ª Categoría Regional       | —      |              |
| 1971-72   | 5     | 2.ª Categoría Regional       | —      |              |
| 1972-73   | 5     | 2.ª Categoría Regional       | —      |              |
| 1973-74   | 4     | 1.ª Categoría Regional       | 2.º    |              |
| 1974-75   | 3     | 3.ª División                 | 18.º   | 1.ª Ronda    |
| 1975-76   | 4     | 1.ª Categoría Regional       | 5.º    |              |
| 1976-77   | 4     | 1.ª Cat. Regional Preferente | 6.º    |              |
| 1977-78   | 5     | 1.ª Cat. Regional Preferente | 7.º    |              |
| 1978-79   | 5     | Regional Preferente          | 19.º   |              |
| 1979-80   | 5     | Regional Preferente          | 13.º   |              |
| 1980-81   | 5     | Regional Preferente          | 15.º   |              |
| 1981-82   | 5     | Regional Preferente          | 20.º   |              |
| 1982-83   | 6     | 1.ª Regional                 | 15.º   |              |
| 1983-84   | 6     | 1.ª Regional                 | 13.º   |              |
| 1984-85   | 6     | 1.ª Regional                 | 1.º    |              |
| 1985-86   | 5     | Regional Preferente          | 18.º   |              |
| 1986-87   | 5     | Regional Preferente          | 10.º   |              |
| 1987-88   | 5     | Regional Preferente          | 7.º    |              |
| 1988-89   | 5     | Regional Preferente          | 7.º    |              |
| 1989-90   | 5     | Regional Preferente          | 2.º    |              |
| 1990-91   | 4     | 3.ª División                 | 13.º   |              |
| 1991-92   | 4     | 3.ª División                 | 15.º   |              |
| 1992-93   | 4     | 3.ª División                 | 19.º   |              |
| 1993-94   | 5     | Regional Preferente          | 1.º    |              |
| 1994-95   | 4     | 3.ª División                 | 9.º    |              |
| 1995-96   | 4     | 3.ª División                 | 6.º    |              |
| 1996-97   | 4     | 3.ª División                 | 6.º    |              |
| 1997-98   | 4     | 3.ª División                 | 2.º    |              |
| 1998-99   | 4     | 3.ª División                 | 7.º    |              |
| 1999-2000 | 4     | 3.ª División                 | 4.º    |              |

| Temporada | Nivel | Categoría           | Puesto           | Copa del Rey |
| --------- | ----- | ------------------- | ---------------- | ------------ |
| 2000-01   | 3     | 2ª División B       | 13.º             |              |
| 2001-02   | 3     | 2ª División B       | 20.º             |              |
| 2002-03   | 4     | 3ª División         | 5.º              |              |
| 2003-04   | 4     | 3.ª División        | 6.º              |              |
| 2004-05   | 4     | 3.ª División        | 8.º              |              |
| 2005-06   | 4     | 3.ª División        | 1.º              |              |
| 2006-07   | 3     | 2ª División B       | 18.º             | 1.ª Ronda    |
| 2007-08   | 4     | 3ª División         | 4.º              |              |
| 2008-09   | 4     | 3ª División         | 2.º              |              |
| 2009-10   | 4     | 3.ª División        | 3.º              |              |
| 2010-11   | 4     | 3.ª División        | 2.º              |              |
| 2011-12   | 4     | 3.ª División        | 8.º              |              |
| 2012-13   | 4     | 3.ª División        | 2.º              |              |
| 2013-14   | 4     | 3.ª División        | 7.º              |              |
| 2014-15   | 4     | 3.ª División        | 19.º             |              |
| 2015-16   | 5     | Regional Preferente | 15.º             |              |
| 2016-17   | 5     | Regional Preferente | 12.º             |              |
| 2017-18   | 5     | Regional Preferente | 3.º              |              |
| 2018-19   | 4     | 3.ª División        | 19.º             |              |
| 2019-20   | 5     | Regional Preferente | 14.º             |              |
| 2020-21   | 5     | Regional Preferente | 6.º (Subgrupo 2) |              |
| 2021-22   | 7     | 1.ª Regional        | 1.º (Subgrupo 2) |              |
| 2022-23   | 6     | 1.ª RFFPA           | 17.º             |              |
| 2023-24   | 6     | 1.ª Asturfútbol     | 16.º             |              |
| 2024-25   | 6     | 1.ª Asturfútbol     |                  |              |

## Palmarés

### Torneos nacionales
- Campeonato de España Universitario de Fútbol (4): 2006, 2010, 2011 y 2012.
- Tercera División (1): 2005-06.
- Subcampeón de Tercera División (4): 1997-98, 2008-09, 2010-11 y 2012-13.

### Torneos autonómicos
- Campeonato de Asturias de Aficionados (1): 1976-77.
- Subcampeón del Campeonato de Asturias de Aficionados (2): 1974-75 y 1975-76.
- Regional Preferente de Asturias (1): 1993-94.
- Subcampeón de la Regional Preferente de Asturias (2): 1973-74 y 1989-90.
- Primera Regional de Asturias (1): 1984-85.

### Torneos amistosos
- Torneo de La Robla (2): 2009 y 2010.
- Trofeo Hermanos Tarralva: (1) 2012.
- Trofeo "Cuarto Centenario de la Universidad de Oviedo" (1): 2008.
- Trofeo Emma Cuervo (1): 2006.
- Trofeo Villa de Laviana-Memorial Ricardito (1): 2003.

## Filiales

### Asociación Deportiva Universidad de Oviedo "B"
Durante catorce temporadas (desde la 1997-98 hasta la 2011-12), el equipo de fútbol contó con un filial, la Asociación Deportiva Universidad de Oviedo "B", que compitió en Segunda Regional, Primera Regional y en Regional Preferente de Asturias. Su primer entrenador fue Iñaki Artabe Cabeza y el último Manuel Cuervo Simón. También fueron entrenadores del equipo Janko Jankovic y Emilio Cañedo.

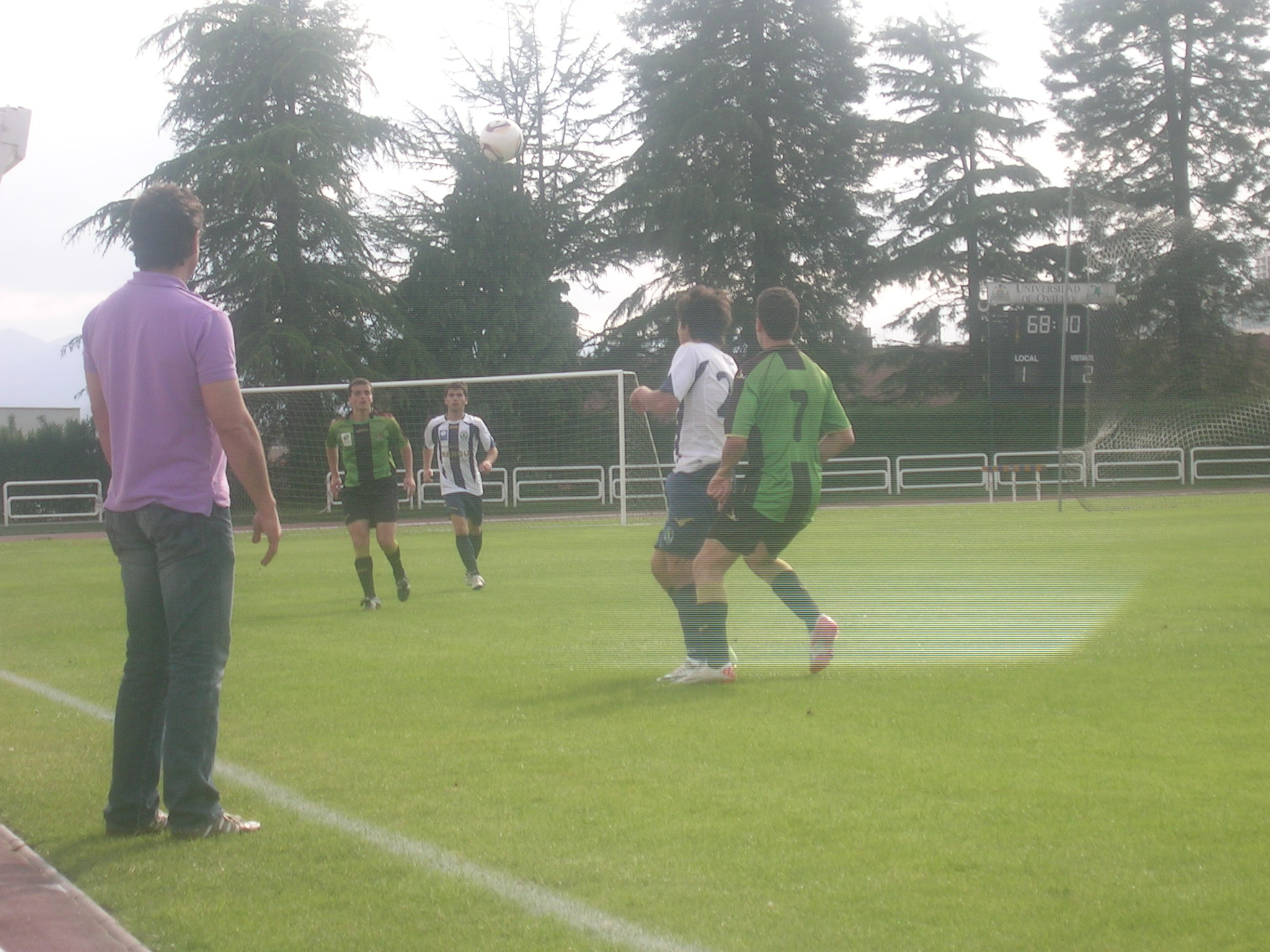
Último partido del "Uni B" en la temporada 2011-12 ante la S. C. D. Campomanes en el Estadio Universitario San Gregorio.

### La Fresneda Universidad
Tras la desaparición de la Asociación Deportiva Universidad de Oviedo "B", en 2012 el club La Fresneda Club de Fútbol acordó un convenio de colaboración por cuatro años con la entidad universitaria. Logró en esos años ascender de Segunda Regional a Regional Preferente. Su terreno de juego es el Club de Campo de La Fresneda, ubicado en la Urbanización de La Fresneda, una parroquia del concejo de Siero. Tras la marcha de Adolfo Pulgar al Club Deportivo Tuilla y la llegada de Iñaki Artabe al club, se rompió la vinculación del equipo universitario y La Fresneda Club de Fútbol.[cita requerida]

## Veteranos
La Asociación Deportiva Universidad de Oviedo cuenta con un equipo de veteranos que disputa partidos de fútbol 7 y de fútbol 11 en distintos torneos de estas modalidades tanto a nivel nacional como internacional. Al igual que el equipo de Tercera División, viste de verdinegro. Su coordinador es el exfutbolista Ignacio Cabal.[cita requerida]